# Seo Young-hee
Seo Young-hee (* 13. Juni 1980 in Seoul) ist eine südkoreanische Schauspielerin. Sie erlangte vor allem durch ihre Rollen in The Chaser (2008) und Bedevilled (2010) Bekanntheit. Im Mai 2011 heiratete sie.

## Filmografie
- 1998: Bye June (바이 준)
- 2002: Jealousy Is My Middle Name
- 2003: The Classic (클래식)
- 2004: Liar
- 2005: Mapado (마파도)
- 2005: All for Love
- 2006: Now and Forever
- 2006: Bloody Reunion (스승의 은혜 Seuseung-ui Eunhye)
- 2006: Moodori
- 2007: Palast der Schatten – Tödliche Intrigen am Hof der Kaiserin
- 2007: Mission Possible: Kidnapping Granny K
- 2008: Antique
- 2008: The Chaser
- 2009: Fortune Salon
- 2010: Bedevilled – Zeit der Vergeltung
- 2011: The Last Blossom
- 2012: Circle of Crime – Director’s Cut
- 2013: Rough Play (배우는 배우다 Baeuneun Baeuda)
- 2015: Madonna (마돈나)